# Adulaire
L'adulaire est une variété d'orthose, groupe des silicates, sous-groupe des tectosilicates, famille des feldspaths.

## Inventeur et étymologie
L’adulaire est décrite par le minéralogiste Pini.
 Son nom est formé sur le mot latin Adula, qui désigne un massif des Alpes lépontines.

## Gîtologie
Comme l'orthose, elle est présente dans les roches plutoniques et métamorphiques. C'est la plus « ordonnée » des orthoses de basse température. Elle se rencontre typiquement dans les paragénèses alpines.

## Synonymie
Il existe de nombreux synonymes :
- adular
- adularia
- feldspath limpide et nacré (René Just Haüy)[5]
- hectolite
- orthose chatoyant (François Sulpice Beudant)[6]
- orthose nacré (François Sulpice Beudant)[7]

## Variétés
- barium-adulaire, variété d'adulaire riche en baryum de formule idéale (K, Ba)Al(Al, Si)Si2O8. Trouvée à la mine d'Isagosawa, Morioka, Iwate Prefecture, Tohoku  Region, Ile d'Honshu, Japon[8].
- valencianite, variété d'adulaire décrite à Valenciana Mine, Guanajuato, État de Guanajuato, Mexique, Se présentant en cristaux contournés et enchevêtrés de couleur blanche à crème[9].
- pierre de lune, variété d'adulaire qui peut être taillée comme gemme.

## Gisements remarquables
En France
- Les meilleurs spécimens proviennent de Savoie et Haute-Savoie.
  - Chamonix, Haute-Savoie

  - Massif de l'Aiguille Verte
  - Glacier de L'A Neuve, Massif du Mont Blanc[10]

  - Savoie

  - Massif de La Lauzière : Bonneval-Tarentaise, La Baisse, Entre Deux Roches, La Grande Léchère, Col de La Madeleine, Petit Château, Roche Noire[11]
  - Lanslebourg : Mont-Cenis.
  - Vallée de la Tarentaise : Grande Glière, Pierre Château, Glacier de l'Invernet[12]

## Galerie

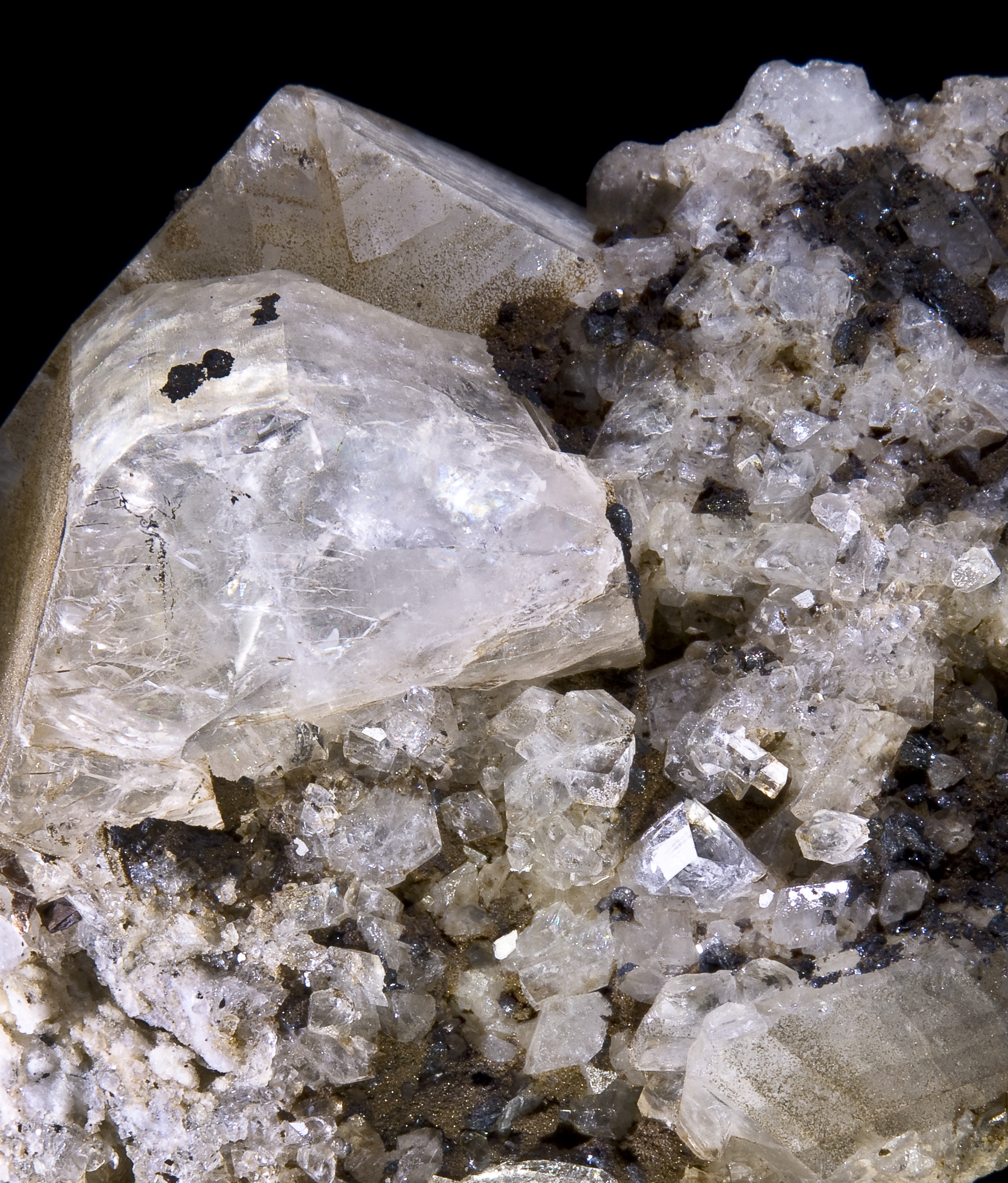
Adulaire - Tessin, Suisse - Vue 6x5cm
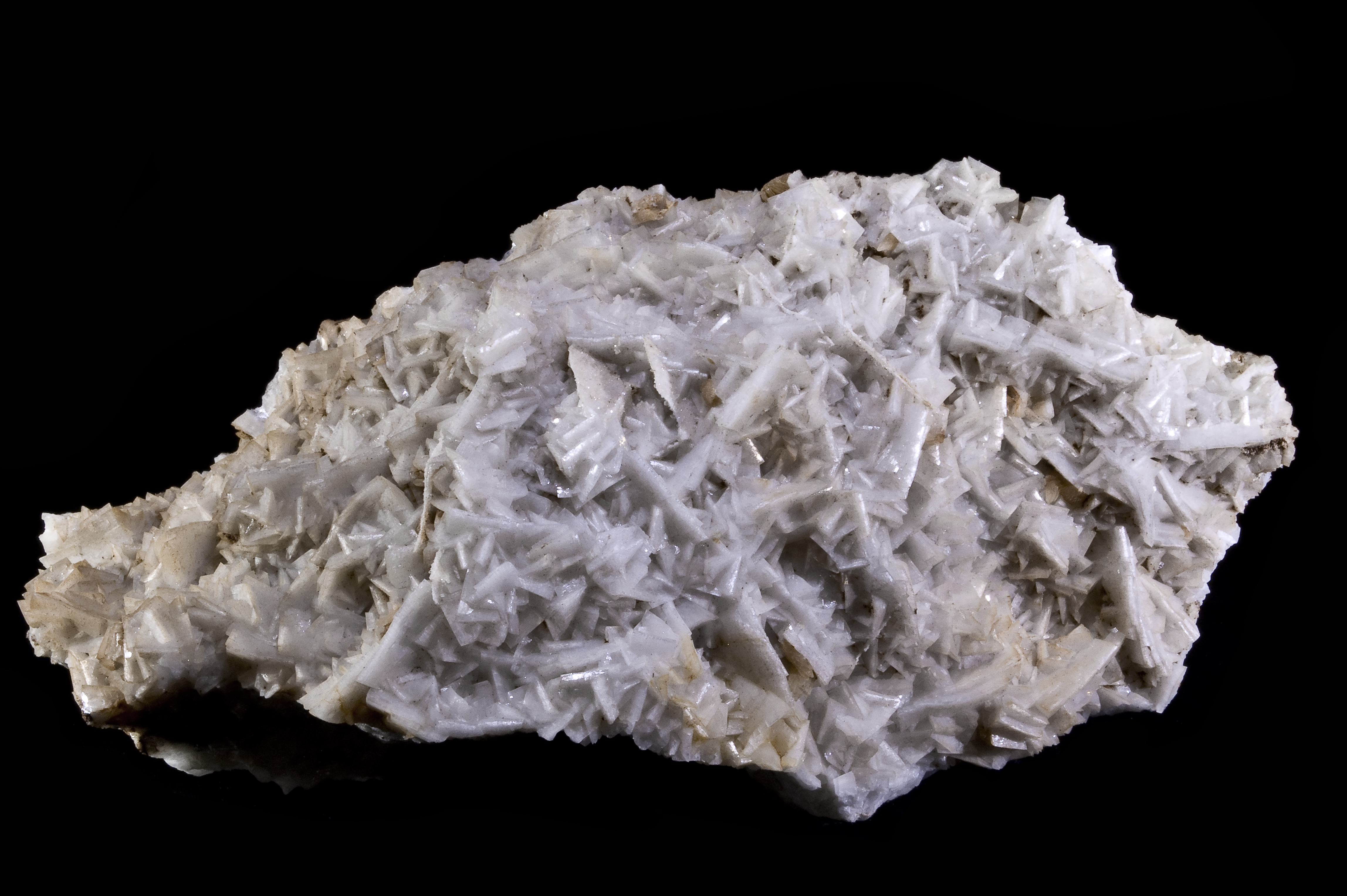
Valencianite  -  Mina la Valenciana, Guanajuato, Mexique - (22x13cm)